# Kotlik (Alaska)
Kotlik es una ciudad ubicada en el Área censal de Wade Hampton en el estado estadounidense de Alaska. En el Censo de 2010 tenía una población de 577 habitantes y una densidad poblacional de 3,53 personas por km².

## Geografía
Kotlik se encuentra en las coordenadas 63°2′3″N 163°33′12″O / 63.03417, -163.55333. Según la Oficina del Censo de los Estados Unidos, Kotlik tiene una superficie total de 163.66 km², de la cual 9.4 km² corresponden a tierra firme y (94.26%) 154.26 km² es agua.

## Demografía
Según el censo de 2010, había 577 personas residiendo en Kotlik. La densidad de población era de 3,53 hab./km². De los 577 habitantes, Kotlik estaba compuesto por el 1.91% blancos, el 0% eran afroamericanos, el 97.23% eran amerindios, el 0.35% eran asiáticos, el 0% eran isleños del Pacífico, el 0.17% eran de otras razas y el 0.35% pertenecían a dos o más razas. Del total de la población el 0.17% eran hispanos o latinos de cualquier raza.

## Localidades adyacentes
El siguiente diagrama muestra a las localidades más próximas a Kotlik.